# Йохан Каспар фон Лаубенберг
Йохан/Ханс Каспар фон Лаубенберг (на немски: Johann/Hans Caspar von Laubenberg; * 1450; † 1522) от швабския род Лаубенберг е господар на Вегег, Щайн и Веренваг на Дунав в Швабия, Бавария. Той е главен фелдцойг-майстер и главен фелд-хауптман на Графство Тирол.
Той е син на Каспар фон Лаубенберг († сл. 1444) и съпругата му Анна фон Фрайберг († сл. 1449). Внук е на Йоханес фон Лаубенберг († 1436) и Изолда Зюрг фон Зюргенщайн († сл. 1436). Правнук е на Валтер фон Раубен-Лаубенберг († 1412) и 	Гуота фон Хоенек. Потомък е на Мориц фон Лаубенберг († 1246) и Маргарета фон Емс.
Резиденцията на фамилията е замък Алт-Лаубенберг при Грюненбах в Западен Алгой.

## Фамилия
Йохан Каспар фон Лаубенберг се жени за Агнес фон Ришах (Райшах).
Йохан Каспар фон Лаубенберг Лаубенберг се жени втори път за София фон Мандах († сл. 1522), дъщеря на Йоханес фон Мандах и Урсула фон Рюмланг. Те имат децата:
- Катарина фон Лаубенберг, омъжена за фрайхер Георг Лудвиг фон Фрайберг-Юстинген († 1561/1562 в Опфинген/част от Фрайбург), син на Лудвиг фон Фрайберг (1468 – 1545) и втората му съпруга Сибила Госенброт (1479 – 1521), богата единствена дъщеря на Георг Госемброт († 1502), финансов съветник на римско-немския крал Максимилиан I; имат два сина
- Йохан Вилхелм фон Лаубенберг(† сл. 1557), фогт на Вагег, женен за Урсула Шурф; имат една дъщеря:
  - Сибила фон Лаубенберг, омъжена за Валтер фон Хоенек, син на Йохан фон Хоенек и Маргарета фон Вайкс